# Sadí Couture
Sadí Couture, teils auch als Sad Couture geführt, war ein uruguayischer Fußballspieler.

## Verein
Der im Mittelfeld eingesetzte  Couture gehörte mindestens im Jahr 1917 dem Kader des Dublin FC in der uruguayischen Primera División an. Sein Verein belegte in jenem Jahr den sechsten Tabellenplatz.

## Nationalmannschaft
Couture war auch Mitglied der uruguayischen A-Nationalmannschaft. Insgesamt absolvierte er mindestens zwei Länderspiele. Couture nahm mit der Nationalelf an der Südamerikameisterschaft 1917 teil, bei der Uruguay den Titel gewann. Er selbst kam im Verlauf des Turniers allerdings nicht zum Einsatz.
Überdies wirkte er mit der heimischen Nationalelf auch aktiv bei der Copa Gran Premio de Honor Argentino 1918 sowie bei der Copa Newton 1918 mit.

## Erfolge
- Südamerikameister: 1917